# أنان (قرية)
 أنان هي إحدى القرى اللبنانية من قرى قضاء جزين في محافظة الجنوب.